# Neuhauser Bockerlbahn
| Streckenlänge: | 12 km               |                                              |                                              |
| Spurweite: | 600 mm (Schmalspur) |                                              |                                              |
| |                     |                                              |                                              |
| \| \| 0,0 \| Fischhausen-Neuhaus \| 807 m \| \| \| \| Übergang zur Strecke Schliersee–Bayrischzell \| \| \| \| 0,7 \| Dürnbachbrücke (46 m) \| Dürnbachbrücke (46 m) \| \| \| 1,5 \| Ankelgrabenbrücke (90 m) \| Ankelgrabenbrücke (90 m) \| \| \| 2,7 \| Laubenriesbrücke \| Laubenriesbrücke \| \| \| 3,1 \| Stockeralm \| 901 m \| \| \| 3,2 \| Bremsberg III \| Bremsberg III \| \| \| 3,6 \| Bremsberg II \| Bremsberg II \| \| \| 4,3 \| Bremsberg I \| Bremsberg I \| \| \| 4,6 \| Spitzing \| 1133 m \| \| \| 5,8 \| Brücke über den Schießgraben \| Brücke über den Schießgraben \| \| \| 6,6 \| Brücke im Moos \| Brücke im Moos \| \| \| 7,1 \| Wurzhütte \| Wurzhütte \| \| \| 9,0 \| Bleckstein \| Bleckstein \| \| \| 9,6 \| Spitzkehre \| Spitzkehre \| \| \| 10,1 \| Aufzug Bleckstein \| Aufzug Bleckstein \| \| \| ~ 12 \| Waitzingeralm \| Waitzingeralm \| |                     |                                              |                                              |
| Betriebs-/Güterbahnhof Streckenanfang (Strecke außer Betrieb) | 0,0                 | Fischhausen-Neuhaus                          | 807 m                                        |
| Strecke (außer Betrieb) |                     | Übergang zur Strecke Schliersee–Bayrischzell | Übergang zur Strecke Schliersee–Bayrischzell |
| Brücke über Wasserlauf (Strecke außer Betrieb) | 0,7                 | Dürnbachbrücke (46 m)                        | Dürnbachbrücke (46 m)                        |
| Brücke über Wasserlauf (Strecke außer Betrieb) | 1,5                 | Ankelgrabenbrücke (90 m)                     | Ankelgrabenbrücke (90 m)                     |
| Brücke über Wasserlauf (Strecke außer Betrieb) | 2,7                 | Laubenriesbrücke                             | Laubenriesbrücke                             |
| Dienststation / Betriebs- oder Güterbahnhof (Strecke außer Betrieb) | 3,1                 | Stockeralm                                   | 901 m                                        |
| Dienststation / Betriebs- oder Güterbahnhof (Strecke außer Betrieb) | 3,2                 | Bremsberg III                                | Bremsberg III                                |
| Dienststation / Betriebs- oder Güterbahnhof (Strecke außer Betrieb) | 3,6                 | Bremsberg II                                 | Bremsberg II                                 |
| Dienststation / Betriebs- oder Güterbahnhof (Strecke außer Betrieb) | 4,3                 | Bremsberg I                                  | Bremsberg I                                  |
| Dienststation / Betriebs- oder Güterbahnhof (Strecke außer Betrieb) | 4,6                 | Spitzing                                     | 1133 m                                       |
| Brücke über Wasserlauf (Strecke außer Betrieb) | 5,8                 | Brücke über den Schießgraben                 | Brücke über den Schießgraben                 |
| Brücke über Wasserlauf (Strecke außer Betrieb) | 6,6                 | Brücke im Moos                               | Brücke im Moos                               |
| Dienststation / Betriebs- oder Güterbahnhof (Strecke außer Betrieb) | 7,1                 | Wurzhütte                                    | Wurzhütte                                    |
| Spitzkehrbahnhof rechts (Strecke außer Betrieb) | 9,0                 | Bleckstein                                   | Bleckstein                                   |
| Spitzkehrbahnhof links (Strecke außer Betrieb) | 9,6                 | Spitzkehre                                   | Spitzkehre                                   |
| Dienststation / Betriebs- oder Güterbahnhof (Strecke außer Betrieb) | 10,1                | Aufzug Bleckstein                            | Aufzug Bleckstein                            |
| Betriebs-/Güterbahnhof Streckenende (Strecke außer Betrieb) | ~ 12                | Waitzingeralm                                | Waitzingeralm                                |

Die Neuhauser Bockerlbahn war eine schmalspurige Waldbahn in Bayern. Sie verband von 1919 bis 1922 den Bahnhof Fischhausen-Neuhaus an der Bahnstrecke Schliersee–Bayrischzell mit den ausgedehnten Waldgebieten in den Hochlagen beiderseits des Spitzingsattels.
Die Strecke wurde ausschließlich im Güterverkehr genutzt. Einziger Zweck der kurzlebigen Bahn war der Abtransport der durch schwere Föhn-Stürme am 5. und 6. Januar, sowie am 16. März und 8. Juli 1919 verursachten 290.000 Festmeter Sturmholzes. Besonderheit der Bahn mit 600 Millimetern Spurweite war der Bau in topografisch schwierigem Gelände, was unter anderem zur Anlage von drei Bremsbergen, zwei Spitzkehren und einer Schienenseilbahn führte. Sämtliches Holz wurde mit der Deutschen Reichsbahn im Rahmen der Reparationen aufgrund des Versailler Vertrags an Frankreich und Belgien geliefert.
Es waren 4000 Arbeiter nur mit dem Abtransport beschäftigt, darunter etliche Gastarbeiter. 1922 wurden alle Bauwerke und Gleise zurückgebaut. Die Fahrzeuge wurden nach Bernau am Chiemsee zum Torftransport verkauft. 1923 fand eine Wiederaufforstung statt.
Große Teile der Trasse sind als Wirtschaftswege erhalten, auch Reste von Gebäuden und Kunstbauten existieren noch. Der Freundeskreis der Neuhauser Bockerlbahn hat den Bockerlbahnweg mit Informationstafeln an den wesentlichen Punkten des Trassenverlaufs angelegt.

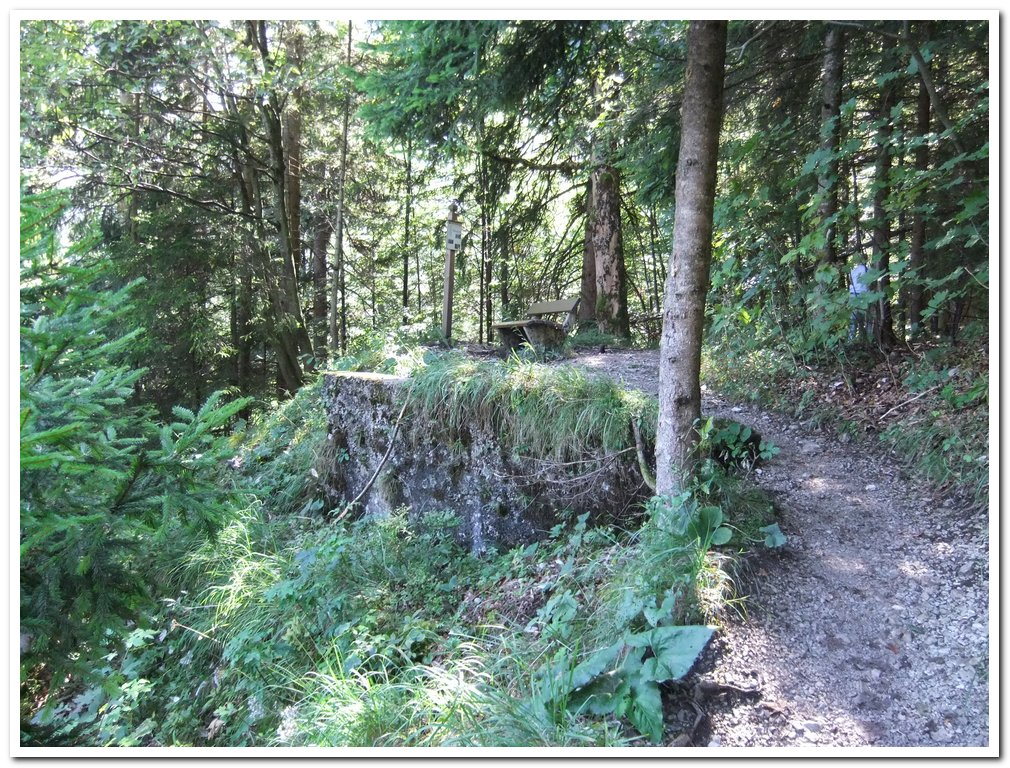
Brücken-Widerlager nahe der Stockeralm
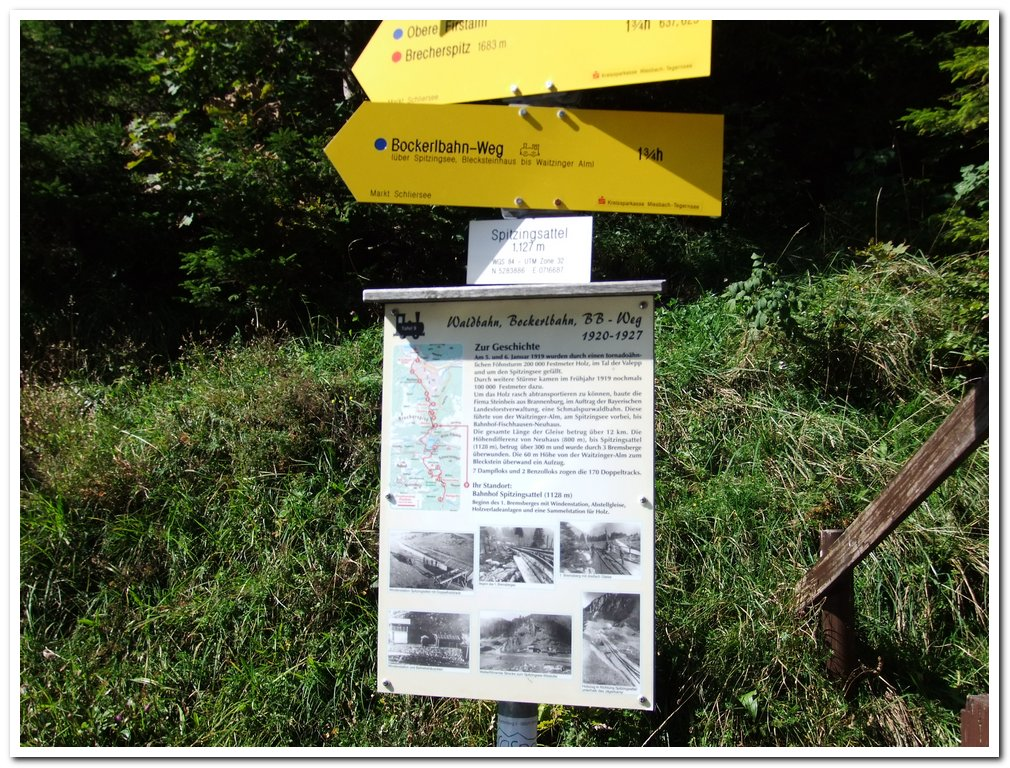
Bockerlbahnweg-Hinweistafeln am Spitzingsattel
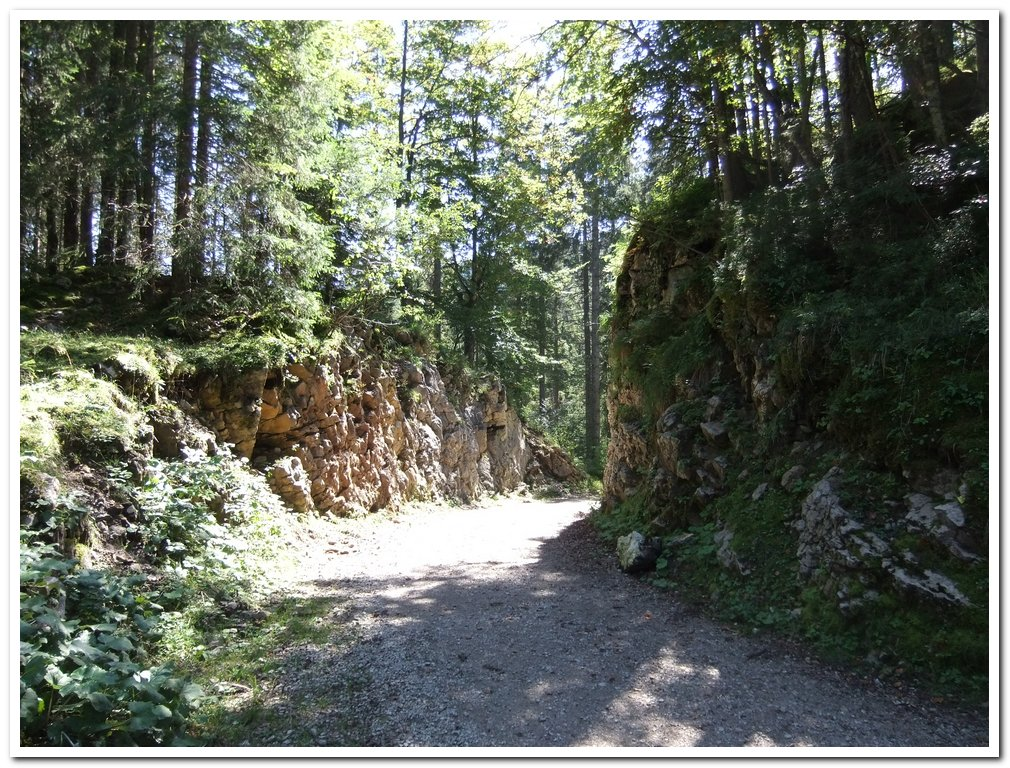
Einschnitt Bleckstein
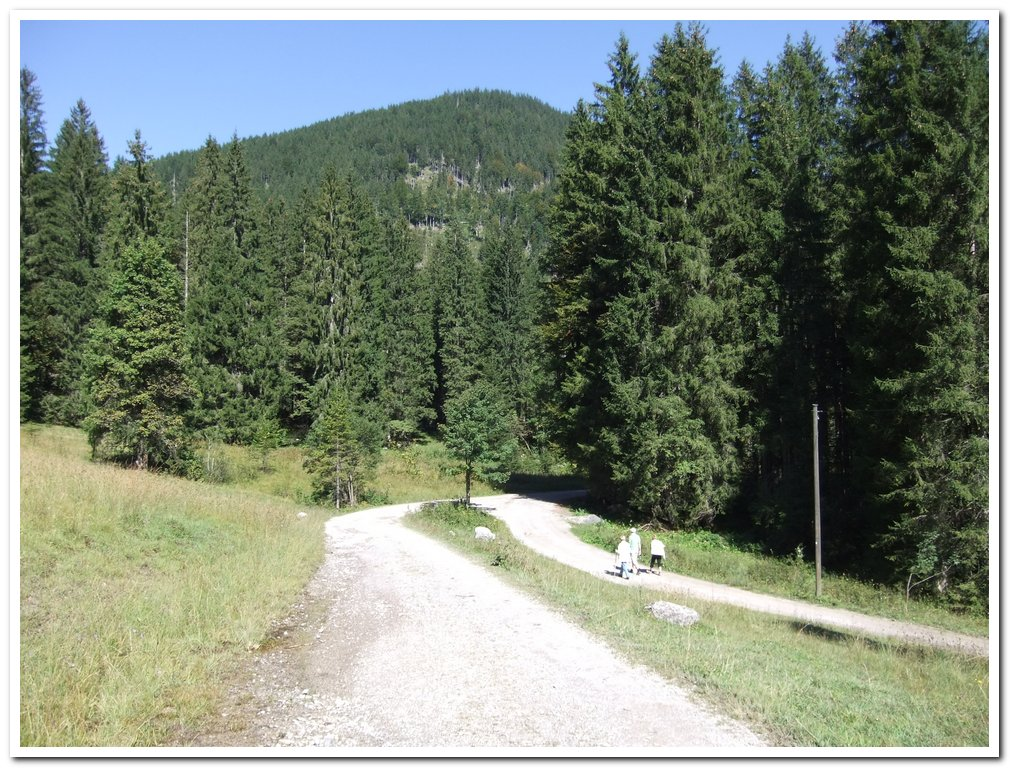
Spitzkehre an der Valepper Brücke
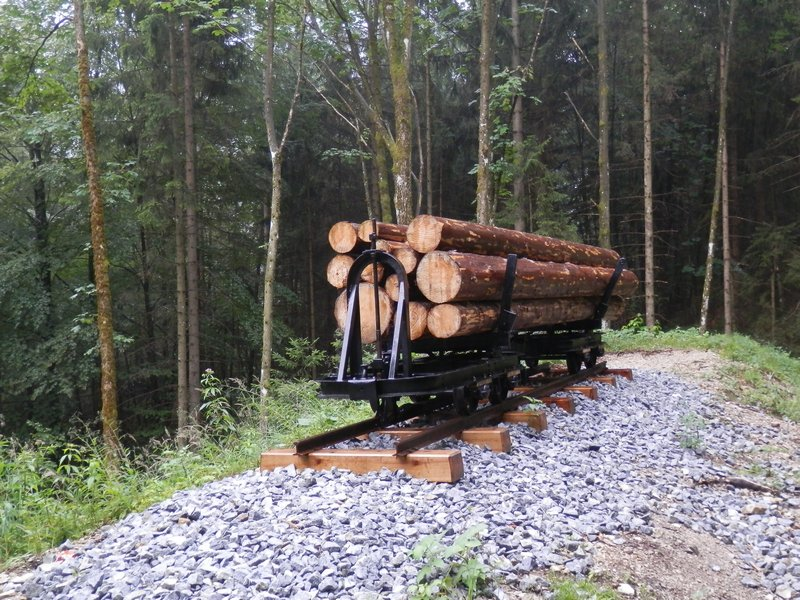
Beladener Wagen als Denkmal nahe der Laubenriesbrücke